# Lista de episódios de Devil May Cry

Capa do primeiro volume em DVD da versão norte-americana, mostrando o protagonista Dante.

Esta é a lista de episódios de Devil May Cry. Os episódios do anime foram dirigidos por Shin Itagaki e produzidos pela Madhouse Studios. Eles são baseados na série de jogos homônima produzidos pela Capcom. A história de Devil May Cry é original e ocorre entre o primeiro e terceiro jogo da série, Devil May Cry e Devil May Cry 3: Dante's Awakening, respectivamente.
O anime foi originalmente anunciado na Tokyo Game Show em 22 de setembro de 2006, com 12 episódios confirmados para serem lançados da série. Ao contrário da maioria dos animes, os títulos dos episódios foram lançados em inglês, em vez de japonês. O primeiro episódio foi ao ar em 14 de junho de 2007, com o décimo segundo exibido em 6 de setembro de 2007. Os episódios foram exibidos pela rede de televisão japonesa WOWOW.
Duas músicas-tema foram utilizadas nos episódios, uma de abertura e outra de encerramento. A música-tema de abertura se chama d.m.c. de Rungran e a música-tema de encerramento se chama I'll be Your Home de Rin Oikawa. A trilha sonora da série foi lançada pela Media Factory em 18 de agosto de 2007.
Em dezembro de 2007, seis compilações em DVD foram lançadas pela Media Factory, cada um contendo dois episódios do anime, com o último lançado em 22 de fevereiro de 2008. Uma coletânea contendo todos os episódios do anime foi lançada em julho de 2009. Uma edição especial da primeira compilação foi lançada junto com o jogo Devil May Cry 4.

## Episódios
| N.º | Título             | Exibição original     | Refs.       |
| --- | ------------------ | --------------------- | ----------- |
| 1 | "Devil May Cry"    | 14 de junho de 2007   | [ 6 ] [ 7 ] |
| Dante, meio humano e meio demônio, é encarregado de levar a suposta herdeira do patrimônio Lowell até a casa da família para ela "receber" a herança, porém demônios e os parentes da garota farão de tudo para que ela não consiga chegar ao seu destino. |                    |                       |             |
| 2 | "Highway Star"     | 21 de junho de 2007   | [ 6 ] [ 7 ] |
| Sua amiga Lady arma uma "armadilha" para Dante ajudá-la a exterminar o demônio "Red Eye" que está aterrorizando os motoqueiros da cidade. Durante sua caçada, Dante tentará parar um jovem motociclista que quer vingar a morte de seu irmão. |                    |                       |             |
| 3 | "Not Love"         | 28 de junho de 2007   | [ 6 ] [ 7 ] |
| A filha do prefeito começa a namorar um misterioso rapaz "escondida" de seu pai. Suspeitando que o rapaz é um demônio, ele contrata Dante para investigá-lo. Durante sua missão, o estranho rapaz tem que decidir se consegue viver sua vida de humano e demônio, forçando Dante a se lembrar do relacionamento entre sua mãe humana, Eva, e seu pai, o legendário cavaleiro das trevas, Sparda. |                    |                       |             |
| 4 | "Rolling Thunder"  | 5 de julho de 2007    | [ 6 ] [ 7 ] |
| Uma estranha mulher com o poder de controlar relâmpagos é vista circulando pela cidade. Lady é chamada para investigar, acreditando que ela é um demônio perigoso. Entretanto, o fato dessa mulher aparecer não surpreende Dante. |                    |                       |             |
| 5 | "In Private"       | 12 de julho de 2007   | [ 6 ] [ 7 ] |
| Dante é perseguido por um rapaz que está tentando descobrir quem ele realmente é, para conquistar a garçonete de um bar local. |                    |                       |             |
| 6 | "Rock Queen"       | 19 de julho de 2007   | [ 6 ] [ 7 ] |
| Dante é contratado para proteger um grupo de caçadores de tesouros de um demônio feminino que possuiu o corpo de uma rock star. |                    |                       |             |
| 7 | "Wishes Come True" | 26 de julho de 2007   | [ 6 ] [ 7 ] |
| Durante uma pesca, um homem encontra uma máscara que realiza os desejos. Depois de provocar acidentalmente a morte do seu amigo, o homem acaba na cadeia de onde é impossível escapar. Dante é contratado pela irmã do rapaz para tira-lo de lá, mas durante a investigação além de tentar pegar o demônio da máscara, ele descobrirá que quem comanda a cadeia não são os humanos.              |                    |                       |             |
| 8 | "Once Upon A Time" | 2 de agosto de 2007   | [ 6 ] [ 7 ] |
| Um homem chamado Ernest insiste que Dante é seu antigo amigo de infância, Tony. Depois de descobrir que o rapaz nunca mais viu seu amigo e a mãe do garoto após um ataque a cidade vinte anos atrás, Dante continua com a farsa e tenta impedir Ernest de invocar o demônio que causou todo o problema.                                                                                          |                    |                       |             |
| 9 | "Death Poker"      | 9 de agosto de 2007   | [ 6 ] [ 7 ] |
| Após ser contratado por uma mulher, para tirar seu marido do vício do jogo, Dante entra em uma partida de pôquer e logo ouve sobre um tal de King. Segundo as histórias quem perde para King é morto logo em seguida. Dante agora deve descobrir quem é o demônio entre os jogadores. |                    |                       |             |
| 10 | "The Last Promise" | 26 de agosto de 2007  | [ 6 ] [ 7 ] |
| Dante é atacado por Barusa, um servo de Sparda que acha que essa é a chance de lutar contra um legendário Dark Knight. Ao mesmo tempo, o irmão de Barusa tenta encontrar uma maneira de impedir que os dois comecem a batalha. |                    |                       |             |
| 11 | "Showtime!"        | 30 de agosto de 2007  | [ 6 ] [ 7 ] |
| Dante finalmente encontra a mãe de Patty, a descendente de um feiticeiro humano, que selou o poder do maligno Abigail. Mas o perigoso demônio Sid finalmente revela seu plano que pode acabar com o mundo humano. |                    |                       |             |
| 12 | "Stylish!"         | 6 de setembro de 2007 | [ 6 ] [ 7 ] |
| Com Dante empalado e crucificado na dimensão demoníaca, Lady e Trish tentam impedir a invasão dos demônios no mundo humano, enquanto Patty corre para recuperar Dante. Dante retorna, e tenta impedir que o poder de Sid destruir o planeta. Durante o epílogo, Dante, Lady, e Trish partem na mesma missão enquanto Patty vai ao escritório de Dante, determinada a limpar sua bagunça.         |                    |                       |             |